# Winifred Freedman
Pour les articles homonymes, voir Freedman.
Winifred Freedman est une actrice américaine née le 23 juillet 1957 à Granite City en Illinois.

## Filmographie

### Cinéma
- 1982 : The Last American Virgin : Millie
- 1985 : Mon pote Adam : Amanda
- 1986 : Crossroads : une infirmière
- 1986 : Video Valentino : Peggy
- 1986 : Les Anges du mal 2 : Terri
- 1986 : Ratboy : la petite-amie
- 1988 : Bouscule pas l'amour ! : une personne sur l'extrait vidéo
- 1988 : Héros : Gina
- 1988 : Y a-t-il un flic pour sauver la reine ? : Stéphanie
- 1989 : C.H.U.D. 2 : la guichetière
- 1989 : Susie et les Baker Boys : la mauvaise chanteuse
- 1989 : Limit Up : Pit Recorder
- 2000 : Hellraiser 5 : Inferno : une infirmière
- 2001 : Amours sous thérapie : Mlle Dopalla
- 2001 : Évolution : Debbi

### Télévision
- 1982-1983 : Joanie Loves Chachi : Annette Mastorelli (17 épisodes)
- 1983 : Happy Days : Annette Mastorelli (1 épisode)
- 1986-1989 : Mr. Belvedere : Wendy (6 épisodes)
- 1987 : 21 Jump Street : Margie (1 épisode)
- 1987 : Les Routes du paradis : Patty Duncan (1 épisode)
- 1989 : Freddy, le cauchemar de vos nuits : Jane (1 épisode)
- 1989 : Côte Ouest : le livreur (1 épisode)
- 1994 : Mariés, deux enfants : Enid (1 épisode)
- 1994 : Murphy Brown : une femme (1 épisode)
- 1995 : Sauvés par le gong : La Nouvelle Classe : Mabel (1 épisode)
- 1997 : Troisième planète après le Soleil : Suzette (1 épisode)
- 1998 : Profiler : Lisa Darden (1 épisode)
- 2000 : Dharma et Greg : le pharmacienne (1 épisode)
- 2000 : The Amanda Show : Mme Handwreck et une infirmière (2 épisodes)
- 2001 : Sept à la maison : la secrétaire (1 épisode)
- 2004 : JAG : Marcy Jones (1 épisode)
- 2004 : Quand la vie est Rose : Jenny
- 2006 : Pepper Dennis : Betty (1 épisode)
- 2006 : Desperate Housewives : Mme Tomlinson (1 épisode)
- 2008 : FBI : Portés disparus : Melanie (1 épisode)
- 2013 : Major Crimes : Lisa (1 épisode)
- 2019 : Pearson : Facilities Coordinator (1 épisode)
- 2019 : Young Sheldon : Luann (1 épisode)
- 2021 : Shameless : Dot (1 épisode)